# Marcel Ophüls
Pour les articles homonymes, voir Ophuls.
Marcel Ophuls, né Hans Marcel Oppenheimer le 1er novembre 1927 à Francfort-sur-le-Main (république de Weimar) et mort le 24 mai 2025 à Lucq-de-Béarn (Pyrénées-Atlantiques), est un réalisateur franco-américain d'origine allemande, surtout connu pour ses documentaires et essentiellement actif en France.
Après quelques expériences peu fructueuses dans le cinéma de fiction au début de la Nouvelle Vague, Marcel Ophuls se tourne vers le documentaire au sein de l'ORTF. En écornant le mythe gaullien d’un pays rassemblé contre l’occupant allemand, Le Chagrin et la Pitié, film-somme qu'il réalise en 1969, fait date dans l'histoire du cinéma documentaire autant qu'il marque l'opinion française et internationale.

## Biographie

### Famille
Marcel Ophuls est le fils du réalisateur juif allemand Max Ophuls et de l'actrice allemande Hildegard Wall.

### Jeunesse
Jeune, il fuit l'Allemagne nazie vers la France, puis les États-Unis, où il verra son père, Max Ophüls, humilié par les studios et les producteurs français et américains ; cela expliquera ses conflits permanents avec le monde du cinéma (ainsi que ses difficultés à trouver des collaborateurs dans le domaine de la production).[réf. nécessaire]
Pendant la période américaine de son père, il est G.I. et envoyé au Japon.

### Carrière
Après avoir assisté de grands noms de la réalisation (John Huston, Julien Duvivier, son père...), il débute assez discrètement dans la réalisation. Jean de Baroncelli, qui avait jugé sans enthousiasme son sketch de L'Amour à vingt ans, « un peu pâlot, mais où on décelait, à défaut d'une forte personnalité, des qualités certaines d'exécution », voit dans Peau de banane « une aimable comédie, absolument dépourvue de prétention », tout en remarquant que « d'un film à l'autre, le talent de Marcel Ophuls ne s'en est pas moins étoffé. »
Son film suivant, Faites vos jeux, mesdames avec Eddie Constantine, est un échec critique et commercial, le contraignant à travailler pour la télévision. Il réalise des reportages et du journalisme subjectif pour l'ORTF en 1966, notamment l'émission Zoom, et forme en son sein un groupe qui s'efforce, selon ses termes, d'« essayer de briser la censure gaulliste » et « surtout les bondieuseries ». En 1967, il réalise deux émissions consacrées aux accords de Munich, puis quitte l'ORTF après Mai 68.
Après quelques téléfilms et comédies « sans prétention », il change radicalement de voie et de dimension en 1969, avec Le Chagrin et la Pitié : ce documentaire d'investigation sur l'occupation allemande à Clermont-Ferrand et sur le régime de Vichy, entre 1940 et 1944, dénonce ce que l'on appelle alors le « mythe résistancialiste ». L'historien Pierre Laborie a critiqué la lecture de ce documentaire dans son essai Le Chagrin et le Venin.
C'est une véritable bombe pour les milieux tant cinématographiques que politiques. Encensé à l'étranger, le film est censuré par l'ORTF et n'est diffusé à la télévision qu'après l'arrivée de la gauche au pouvoir en 1981. Il est nommé aux Oscars dans la catégorie du meilleur film documentaire.
Marcel Ophuls poursuit son œuvre sans toujours rencontrer le succès. Plusieurs de ses films, comme L'Empreinte de la justice et November Days ne bénéficient pas, en leur temps, d'une sortie dans les salles françaises, malgré leurs sélections dans des festivals internationaux. S'il obtient, en 1989, l'Oscar du meilleur film documentaire pour Hôtel Terminus : Klaus Barbie, sa vie et son temps (produit aux États-Unis), son film suivant, Veillées d'armes : histoire du journalisme en temps de guerre, enregistre un grand succès critique mais peu d'entrées en salles.

### Honneurs
- Ophuls est élu membre de l'Académie des arts de Berlin en 1984[7].

- En 2012, une rétrospective lui est consacrée la même année à la Cinémathèque française.
- Commandeur de l'ordre des Arts et des Lettres (janvier 2012).

### Mort
Marcel Ophuls meurt le 24 mai 2025 à son domicile de Lucq-de-Béarn à l'âge de 97 ans,, douze ans après le tournage de son dernier film, Un voyageur, encore inédit en salles.
Ses obsèques se déroulent dans la plus stricte intimité le 30 mai 2025, suivie par sa crémation à Labastide-Monréjeau.

## Engagement
Marcel Ophuls est membre du comité d'honneur de l'Association pour le droit de mourir dans la dignité (ADMD).

## Filmographie

### Comme réalisateur

#### Au cinéma
- 1960 : Matisse ou Le Talent du bonheur, documentaire de 20 min
- 1962 : L'Amour à vingt ans (sketch Munich)
- 1963 : Peau de banane, 105 min
- 1965 : Faites vos jeux, mesdames ou Feu à volonté, 86 min
- 1966 : Duel à la vodka (Zwei Girls vom roten Stern), coréalisé avec Sammy Drechsel (de)
- 1969 : Le Chagrin et la Pitié. Chronique d'une ville française sous l'Occupation, documentaire de 270 min
- 1972 : À ceux qui perdent (A Sense of Loss), documentaire de 135 min[10]
- 1976 : L'Empreinte de la justice, documentaire de 278 min
- 1988 : Hôtel Terminus. Klaus Barbie, sa vie et son temps, documentaire de 267 min
- 1994 : Veillées d'armes : histoire du journalisme en temps de guerre, documentaire de 224 min
- 2009 : Max par Marcel, documentaire de 81 min
- 2013 : Un voyageur, documentaire autobiographique de 106 min

#### À la télévision
- 1957 : Der Punkt auf dem i (Les points sur les "i"), réalisé sous le pseudonyme de Marcel Wall, 43 min
- 1957 : Die Ballade vom Groschen (La ballade de cinq centimes), réalisé sous le pseudonyme de Marcel Wall, 20 min
- 1958 : Standpunkte (Points de vue), réalisé sous le pseudonyme de Marcel Wall, 8 min
- 1958 : Das Pflichtmacht, réalisé sous le pseudonyme de Marcel Wall, 50 min
- 1967 : Munich ou La Paix pour cent ans, documentaire de 172 min[11]
- 1970 : Clavigo, téléfilm réalisé en collaboration avec Fritz Kortner
- 1970 : Auf des Suche nach meinem Amerika (À la recherche de mon Amérique), 147 min
- 1970 : La Moisson de My Lai, téléfilm de 42 min
- 1970 : Zwei ganze Tage, téléfilm de 74 min
- 1980 : Kortnergeschichten, documentaire pour la télévision
- 1982 : Festspiele (Festival), téléfilm, 86 min
- 1982 : Yorktown, le sens d'une victoire, documentaire pour Antenne 2, 86 min
- 1990 : November Days, documentaire pour la télévision qui a bénéficié d'une sortie en salles en 1991, 129 min

### Comme assistant réalisateur
- 1952 : La Fille au fouet de Jean Dréville
- 1952 : Moulin Rouge de John Huston
- 1955 : Marianne de ma jeunesse de Julien Duvivier
- 1955 : Lola Montès de Max Ophuls

## Distinctions

### Récompenses
- Festival du film francophone de Dinard 1970 : Grand prix pour Le Chagrin et la Pitié. Chronique d'une ville française sous l'Occupation
- BAFTA 1972 : Meilleur programme télévisé étranger pour Le Chagrin et la Pitié
- Festival de Cannes 1988 : Prix FIPRESCI pour Hôtel Terminus. Klaus Barbie, sa vie et son temps
- Berlinale 1989 : Peace Film Award pour Hôtel Terminus
- Oscars 1989 : Oscar du meilleur film documentaire pour Hôtel Terminus
- Berlinale 2015 : Berlinale Camera

### Nominations
- Oscars 1972 : Oscar du meilleur film documentaire pour Le Chagrin et la Pitié. Chronique d'une ville française sous l'Occupation
- César 1995 : César du meilleur film documentaire pour Veillées d'armes : histoire du journalisme en temps de guerre

## Publications
- Avec Jean-Luc Godard, Dialogues sur le cinéma, Lormont, Le Bord de l'eau, coll. « Ciné-politique », 2012, 100 p. (ISBN 978-2-35687-132-9)
- Mémoires d'un fils à papa, Paris, Calmann-Lévy, 2014, 312 p. (ISBN 978-2-7021-4273-8, OCLC 873616588)

### Filmographie
- 2005 : Marcel Ophuls, paroles et musique, documentaire de François Niney et Bernard Bloch. Diffusé par France 3, 54 min.

### Radio
- 2012 : Marcel Ophuls, sa vie, son œuvre, son siècle, documentaire de Stéphane Brou, France Inter, 39 épisodes de 10 min, diffusés entre le 2 juillet et le 29 août 2012.